# Sebastian Telfair
Sebastian Telfair (* 9. Juni 1985 in Brooklyn, New York) ist ein ehemaliger US-amerikanischer Basketballspieler. Zwischen 2004 und 2013 spielte er in der National Basketball Association (NBA).

## Karriere
Telfair wechselte direkt von der Highschool als großes Talent in die NBA. Im NBA-Draft 2004 wurde er an 13. Stelle von den Portland Trail Blazers ausgewählt. Er begann seine Karriere in Portland, wo er die ersten beiden Jahre verbrachte und in seinem zweiten NBA-Jahr 9,5 Punkte und 3,6 Assists pro Spiel. Im Rahmen des NBA-Drafts 2007 wurde er zu den Boston Celtics transferiert.
Nachdem er die Erwartungen bei den Celtics nicht erfüllen konnte, wurde er nach einem Jahr zu den Minnesota Timberwolves transferiert, wo er zwei Jahre als Teilstarter auf der Point Guard-Position verbrachte. Im Sommer 2009 wurde er zu den Los Angeles Clippers und wenige Monate später zu den Cleveland Cavaliers weiterverkauft. Am 26. Juli 2010 unterschrieb er einen neuen Vertrag bei den Minnesota Timberwolves, für die er bereits aktiv war. Zur Saison 2011/2012 erhielt er keinen neuen Vertrag und wechselte innerhalb der Liga zu den Phoenix Suns. Am 21. Februar 2013 transferierten die Suns Telfair zu den Toronto Raptors.
Am 15. Oktober 2013 unterschrieb Telfair einen Vertrag bei Tianjin Ronggang in der chinesischen Basketballliga. Nach einem Jahr in China, kehrte er in die NBA zurück und unterschrieb bei den Oklahoma City Thunder, wurde jedoch nach wenigen Spielen wieder entlassen. Er kehrte wieder nach China zurück und unterschrieb für die Saison 2016/17 bei den Fujian Sturgeons.

## Persönliches
Telfair ist der Cousin des ehemaligen NBA-Spielers Stephon Marbury.
2005 erschien eine von ESPN produzierte Dokumentation über Telfairs letzte Saison an der Lincoln High School in New York mit dem Titel „Through the Fire“.